# International Journal of Earth Sciences
International Journal of Earth Sciences ist eine vierteljährlich erscheinende, englisch- und teils deutschsprachige Fachzeitschrift mit Peer-Review, deren Schwerpunkt im Gebiet der Geowissenschaften liegt.

## Publikation
Die Fachzeitschrift besteht unter ihrem jetzigen Titel seit dem 1. Mai 1999. Sie ist eine Fortsetzung der Geologischen Rundschau, die von der Geologischen Vereinigung im Jahr 1910 ins Leben gerufen worden war. Der Übergang erfolgte mit Band 88.

## Chefredakteur
Der Chefredakteur von International Journal of Earth Sciences ist Ulrich Riller (Universität Hamburg, Deutschland).

## Themenstellung
Als internationale Fachzeitschrift für Geowissenschaften werden folgende Themenbereiche behandelt:
- Lithosphärendynamik
- Tektonik
- Vulkanologie
- Sedimentologie
- Entwicklung des Lebens
- Marine und kontinentale Ökosysteme
- Globale Dynamik physikochemischer Zyklen
- Mineralische Lagerstätten
- Erdölvorkommen
- Oberflächenprozesse

## Impact Factor
Der Impact Factor von International Journal of Earth Sciences betrug im Jahr 2021 2,7.